# Milan Trajković
Milan Trajković (gr. Μίλαν Τραΐκοβιτς; ur. 17 marca 1992 w Surdulicy w Jugosławii) – cypryjski lekkoatleta pochodzenia serbskiego specjalizujący się w sprinterskich biegach przez płotki.
Urodził się i dorastał w serbskiej Surdulicy, z której wyemigrował na Cypr wraz z rodzicami z powodu natowskich bombardowań (operacja Allied Force).
W 2011 osiągnął półfinał mistrzostw Europy juniorów. W 2013 triumfował na igrzyskach małych państw Europy w Luksemburgu oraz zajął 8. miejsce podczas młodzieżowych mistrzostw Starego Kontynentu. Uczestnik igrzysk Wspólnoty Narodów oraz mistrzostw Europy w 2014. W 2015 zdobył swoje drugie złoto igrzysk małych państw Europy oraz był szósty podczas letniej uniwersjady.
W 2016 startował na europejskim czempionacie w Amsterdamie, podczas którego zajął 5. miejsce, sprowadzając wcześniej w eliminacjach rekord Cypru do wyniku 13,39. Nieco ponad miesiąc później reprezentował Cypr na igrzyskach olimpijskich w Rio de Janeiro, podczas których w półfinałowym biegu poprawił swój najlepszy rezultat o 0,08 sekundy i awansował do finału. Rywalizację olimpijską zakończył na 7. miejscu. Na początku 2017 był szósty na halowych mistrzostwach Europy w Belgradzie.
Wielokrotny złoty medalista mistrzostw Cypru oraz reprezentant kraju na drużynowym czempionacie Europy. Zdobywał złote medale mistrzostw krajów bałkańskich.

## Osiągnięcia
| Rok  | Impreza                                  | Miejsce        | Konkurencja                | Lokata      | Wynik |
| ---- | ---------------------------------------- | -------------- | -------------------------- | ----------- | ----- |
| 2011 | Mistrzostwa Europy juniorów              | Tallinn        | bieg na 110 m przez płotki | półfinał    | 14,49 |
| 2013 | Halowe mistrzostwa Europy                | Göteborg       | bieg na 60 m przez płotki  | eliminacje  | 7,95  |
| 2013 | Igrzyska małych państw Europy            | Luksemburg     | bieg na 110 m przez płotki | 1. miejsce  | 14,03 |
| 2013 | II liga drużynowych mistrzostw Europy    | Kowno          | bieg na 110 m przez płotki | 1. miejsce  | 13,67 |
| 2013 | Młodzieżowe mistrzostwa Europy           | Tampere        | bieg na 110 m przez płotki | 8. miejsce  | 14,22 |
| 2014 | III liga drużynowych mistrzostw Europy   | Tbilisi        | bieg na 110 m przez płotki | 1. miejsce  | 13,94 |
| 2014 | Igrzyska Wspólnoty Narodów               | Glasgow        | bieg na 110 m przez płotki | eliminacje  | 13,95 |
| 2014 | Mistrzostwa Europy                       | Zurych         | bieg na 110 m przez płotki | eliminacje  | 13,78 |
| 2015 | Halowe mistrzostwa Europy                | Praga          | bieg na 60 m przez płotki  | eliminacje  | 7,83  |
| 2015 | Igrzyska małych państw Europy            | Reykjavík      | bieg na 110 m przez płotki | 1. miejsce  | 13,86 |
| 2015 | II liga drużynowych mistrzostw Europy    | Stara Zagora   | bieg na 110 m przez płotki | 3. miejsce  | 13,82 |
| 2015 | Uniwersjada                              | Gwangju        | bieg na 110 m przez płotki | 6. miejsce  | 13,78 |
| 2016 | Mistrzostwa Europy                       | Amsterdam      | bieg na 110 m przez płotki | 5. miejsce  | 13,44 |
| 2016 | Igrzyska olimpijskie                     | Rio de Janeiro | bieg na 110 m przez płotki | 7. miejsce  | 13,41 |
| 2017 | Halowe mistrzostwa Europy                | Belgrad        | bieg na 60 m przez płotki  | 6. miejsce  | 7,60  |
| 2017 | II liga drużynowych mistrzostw Europy    | Tel Awiw       | bieg na 110 m przez płotki | 1. miejsce  | 13,31 |
| 2017 | Mistrzostwa świata                       | Londyn         | bieg na 110 m przez płotki | półfinał    | 13,32 |
| 2018 | Halowe mistrzostwa świata                | Birmingham     | bieg na 60 m przez płotki  | –           | DQ    |
| 2018 | Igrzyska Wspólnoty Narodów               | Gold Coast     | bieg na 110 m przez płotki | 4. miejsce  | 13,42 |
| 2018 | Mistrzostwa Europy                       | Berlin         | bieg na 110 m przez płotki | półfinał    | 13,57 |
| 2019 | Halowe mistrzostwa Europy                | Glasgow        | bieg na 60 m przez płotki  | 1. miejsce  | 7,60  |
| 2019 | II liga drużynowych mistrzostw Europy    | Varaždin       | bieg na 100 m              | 3. miejsce  | 10,78 |
| 2019 | II liga drużynowych mistrzostw Europy    | Varaždin       | bieg na 110 m przez płotki | 1. miejsce  | 13,73 |
| 2019 | Mistrzostwa świata                       | Doha           | bieg na 110 m przez płotki | 8. miejsce  | 13,87 |
| 2021 | Halowe mistrzostwa Europy                | Toruń          | bieg na 60 m przez płotki  | półfinał    | 7,78  |
| 2021 | III liga drużynowych mistrzostw Europy   | Limassol       | bieg na 110 m przez płotki | 1. miejsce  | 13,82 |
| 2021 | Igrzyska olimpijskie                     | Tokio          | bieg na 110 m przez płotki | półfinał    | 14,01 |
| 2022 | Halowe mistrzostwa świata                | Belgrad        | bieg na 60 m przez płotki  | 7. miejsce  | 7,62  |
| 2022 | Igrzyska śródziemnomorskie               | Oran           | bieg na 110 m przez płotki | 1. miejsce  | 13,34 |
| 2022 | Mistrzostwa świata                       | Eugene         | bieg na 110 m przez płotki | półfinał    | 13,49 |
| 2022 | Igrzyska Wspólnoty Narodów               | Birmingham     | bieg na 110 m przez płotki | 6. miejsce  | 13,49 |
| 2022 | Mistrzostwa Europy                       | Monachium      | bieg na 110 m przez płotki | półfinał    | 13,54 |
| 2023 | Halowe mistrzostwa Europy                | Stambuł        | bieg na 60 m przez płotki  | półfinał    | 7,73  |
| 2023 | II dywizja drużynowych mistrzostw Europy | Chorzów        | bieg na 110 m przez płotki | 1. miejsce  | 13,38 |
| 2023 | Mistrzostwa świata                       | Budapeszt      | bieg na 110 m przez płotki | półfinał    | 13,33 |
| 2024 | Halowe mistrzostwa świata                | Glasgow        | bieg na 60 m przez płotki  | 8. miejsce  | 7,59  |
| 2024 | Mistrzostwa Europy                       | Rzym           | bieg na 110 m przez płotki | półfinał    | 13,47 |
| 2024 | Igrzyska olimpijskie                     | Paryż          | bieg na 110 m przez płotki | półfinał    | 13,32 |
| 2025 | II dywizja drużynowych mistrzostw Europy | Maribor        | bieg na 110 m przez płotki | 4. miejsce  | 13,75 |
| 2025 | II dywizja drużynowych mistrzostw Europy | Maribor        | sztafeta 4 × 100 m         | 12. miejsce | 40,12 |

## Rekordy życiowe
- Bieg na 60 metrów przez płotki (hala) – 7,51 (2018) rekord Cypru
- Bieg na 110 metrów przez płotki – 13,25 (2017) rekord Cypru